# Königlich Preussische Messbild-Anstalt

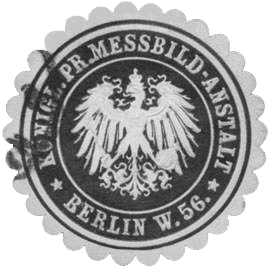
Siegelmarke der Königlich Preussischen Messbild-Anstalt

Die Königlich Preussische Messbild-Anstalt wurde im April 1885 gegründet und war die erste Bildstelle im damaligen deutschen Sprachgebiet. Die Institution war eng verbunden mit der Tätigkeit ihres Gründers und langjährigen Direktors Albrecht Meydenbauer und dessen Ansatz der Photogrammetrie. Diese Institution im Preußischen Kultusministerium war die weltweit erste Stelle, die sich professionell mit der Photogrammetrie befasste.

## Geschichte

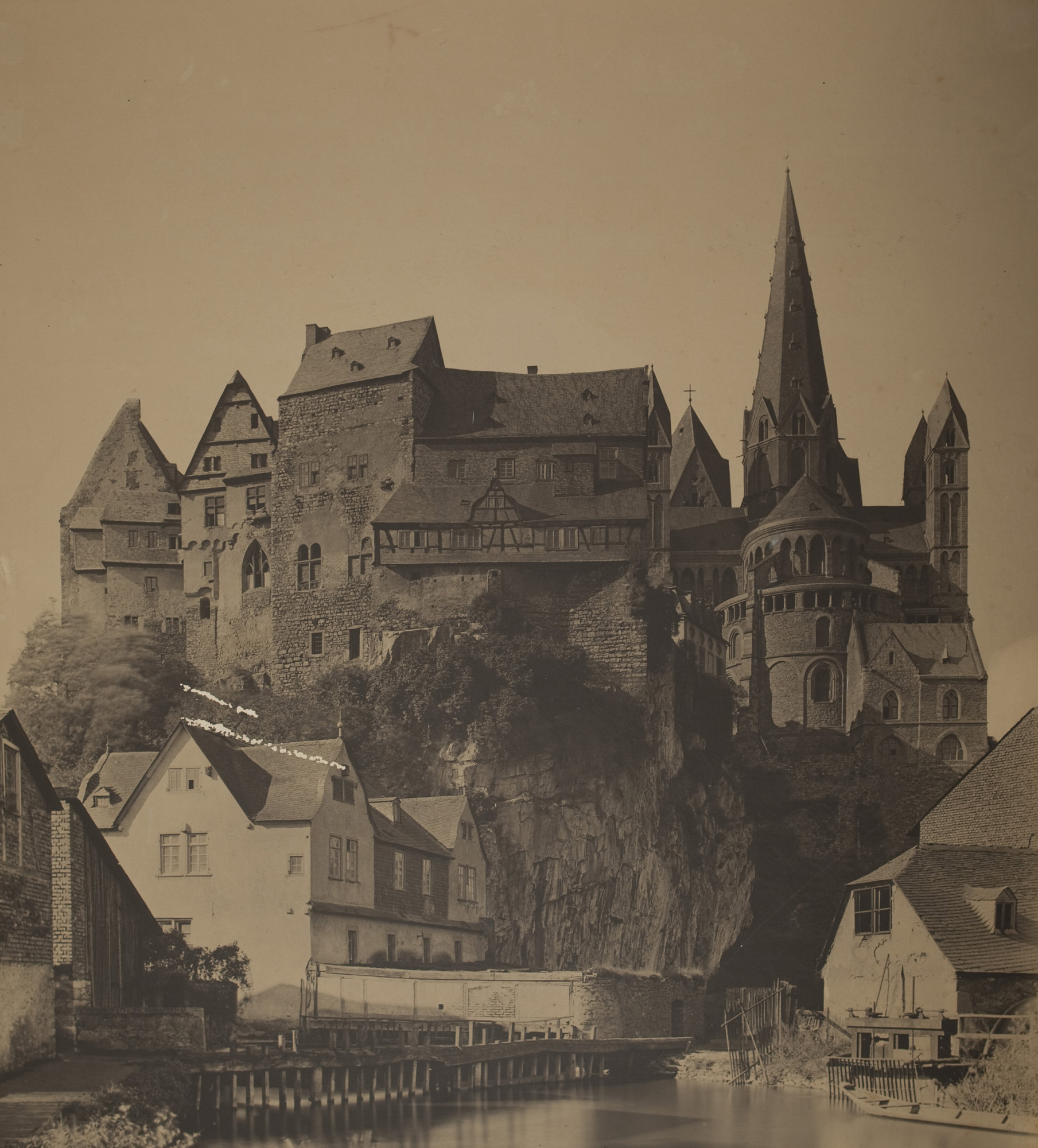
Limburger Dom, Aufnahme der Messbild-Anstalt von 1899

Albrecht Meydenbauer verfolgte einerseits das Ziel, künstlerisch bedeutende Bauten architektonisch genau zu dokumentieren, andererseits den Aufbau eines umfassenden Denkmalarchivs. In diesem photogrammetrischen Archiv sollten die wichtigsten Güter des Kulturerbes aufgenommen werden, so dass sie im Fall der Zerstörung wieder rekonstruiert werden könnten. Von 1885 bis zu seinem Ausscheiden 1909 entstanden unter Meydenbauers Leitung ca. 11.000 Messbilder von fast 1.200 Bauwerken, die heute teilweise nicht mehr existieren. Außerdem wurden etwa 1.600 Fotografien von 100 Bauwerken in Deutschland außerhalb von Preußen angefertigt. Auf Forschungsreisen im Ausland entstanden ca. 800 Aufnahmen, hauptsächlich in Athen, in Baalbek (Libanon) und in Istanbul. Nachdem Meydenbauer in den Ruhestand gegangen war, setzten seine Mitarbeiter seine Arbeit fort. Bis 1920 wurden beinahe 20.000 Glas-Negative im Format 30 × 30 cm und 40 × 40 cm von mehr als 2.600 Objekten im In- und Ausland zusammengetragen. Die Sammlung der Messbildanstalt lieferte die Ausgangsbasis für die ersten Bände der Reihe Deutsche Lande – Deutsche Kunst, eine der wichtigsten deutschsprachigen Fotobuchreihen, die von 1926 bis 1985 erschien.
Aufgrund der sich verschlechternden wirtschaftlichen Lage wurde die Messbild-Anstalt 1921 geschlossen. Das Archiv wurde von der Staatlichen Bildstelle Berlin übernommen, unter deren Namen die Messbild-Anstalt fortgeführt wurde. Ihr Sitz war bis 1933 das ehemalige Gebäude der Bauakademie von Karl Friedrich Schinkel. Mit der Eingliederung in die Staatliche Bildstelle erfolgte eine Änderung der Aufgabenstellung: Messbilder wurden nur noch in Ausnahmefällen hergestellt, während nun auch „Werke der Plastik, der Malerei und des Kunstgewerbes […] photographisch dokumentiert“ wurden. Die Arbeit wurde 1943 eingestellt, der Archivbestand ausgelagert. Nach Beschlagnahmung 1945 und Verbringung nach Moskau kam 1958 der größte Teil der insgesamt 935 hölzerne Kästen umfassenden Sammlung zurück nach Ost-Berlin und ging 1959 an die Kunstgeschichtliche Bildstelle beim Institut für Kunstgeschichte der Humboldt-Universität Berlin. 1968 wurde dieser Sammlungsteil dem Institut für Denkmalpflege der DDR, Abteilung Meßbildstelle, eingegliedert. In diesem Zuge wurde eine neue photogrammetrische Bildstelle gegründet, die in der Tradition der Vorgängerinstitution „Meßbildstelle“ genannt wurde. Die Aufgabe, photogrammetrische Dienstleistungen im Sinne der Denkmalpflege zu leisten, wurde entsprechend wieder aufgenommen, mit großem Nutzen für die Wiederherstellung der historischen Denkmäler in der DDR. 1991 wurde die Sammlung in das Brandenburgische Landesamt für Denkmalpflege übernommen.